# Деян Божков
Деян Маринов Божков е български шахматист, международен майстор от 2001 г. и гросмайстор от 2008 г. Към 22 юли 2005 FIDE рейтингът му е 2522, което го поставя на седмо място в България. Към януари 2008 ЕЛО рейтинга му е 2523, а към януари 2012- 2556. Шампион на България през 2009, отборен шампион през 2008, 2010, 2011. Шампион по блиц през 2001. Част от националния отбор на Европейските отборни първенства в Гьотеборг2005 и Нови Сад 2009.
Квалифициран треньор, завършил НСА. Най-известна ученичка е десетата световна шампионка по шах Антоанета Стефанова. Работил като треньор в Гърция, Турция, Франция и САЩ. Победител в редица силни турнири на различни континенти.

## Турнирни постижения
- 2008 – Сливен (1 м. на XV международен открит турнир „Сините камъни“ след допълнителни показатели)[1]
- 2010 Сидни, Австралия 1 м. на откритото първенство на Австралия [2]
- 2011 Грьонинген, Холандия 1 м. на силния опен след допълнителни показатели [3]
- 2011 Торонто, Канада 1-3 м. на открито първенство на Канада [4]